# الديا ديل فريسنو
الديا ديل فريسنو (بالإنجليزية: Aldea del Fresno)‏ هي مدينة وبلدية في منطقة الحكم الذاتي وتقع في منطقة مدريد في وسط إسبانيا. تبلغ مساحة هذه المدينة 51.78 (كم²)، ويبلغ عدد سكانها 2559 نسمة حسب إحصاء سنة 2012 م.